# 운동협응
운동협응(運動協應, motor coordination) 또는 '협응'은 체육학에서 뛰기, 발구르기, 도약, 공중 동작 따위가 행해지는 높이뛰기와 같은 복합적인 운동을 효과적으로 수행하기 위하여 개별 동작들을 통합하는 능력이다. 한편 건강심리학, 행동 의학, 스포츠심리학, 생물학, 동물행동학 등 다양한 응용 및 연관 분야를 가지고 있다.
운동협응은 또한 공간 방향 등 운동 동작과 운동(힘) 매개 변수를 사용하여 의도한 동작을 유발하는 신체 움직임의 조합이다. 동일한 운동의 후속 부분들 또는 여러 가지 팔다리들 또는 신체 부분들의 움직임들이 의도된 목표와 관련하여 잘 정시되고, 매끄럽고 효율적인 방식으로 결합하여 진행될 때 운동협응이 달성된다. 여기에는 근골격계의 위치와 운동을 자세하게 설명하는 특유의 정보가 운동 명령을 제어, 계획 및 중계하는 뇌 및 척수의 신경 과정과 통합된다. 소뇌는 뇌의 이 부분에 대한 움직임과 손상의 신경 조절 또는 연결 구조와 경로에서 운동장애로 알려진 운동협응장애를 초래한다.

## 협응
운동협응은 신체의 신경 기관, 운동 기관, 근육 따위가 서로 호응하며 조화롭게 움직임을 완성시켜 나간다는 점에서 간단히 '협응'(coordination)이라고도 지칭된다.

## 예
'앉았다 일어서기' 또는 '걷기' 등은 근위근(proximal muscle,近位筋)과 대항근 그리고 이러한 좌우 대칭의 골격과 관절의 협응능력을 전제로 한다.

## 위상
신체는 대칭적으로 이루어져 있으며 특히 사지의 관절은 더욱 그러하다. 이러한 맥락에서 대칭되는 관절 운동의 협응 상태를 위상이라고 표현하는데 대표적으로는 동위상(in-phase)과 역위상(anti-phase)이 있다.
|                             |                             |
| 두 동작에서의 동위상 사이클 | 두 동작에서의 역위상 사이클 |

두 동작에서의 동위상 사이클의 예로는 왼팔과 오른팔을 동시에 같은 방향으로 돌리는 경우이다.

## 물고기의 지느러미
생물체의 운동협응을 연구한 에리히 폰 홀스트는 물고기의 지느러미를 관찰한바있다.

## 같이 보기
- 싸움-도주 반응
- 반사운동
- 편심성 수축